# Werner Haase (Skilangläufer)
Werner Haase (* 23. Februar 1934 in Benneckenstein (Harz); † 15. November 2014 in Berlin) war ein deutscher Skilangläufer.
Werner Haase lief während seiner aktiven Zeit für den ASK Vorwärts Oberhof. Bei den Meisterschaften der DDR erreichte er zwischen 1959 und 1962 drei Vizemeistertitel auf Einzelstrecken und wurde 1959 Meister mit der Staffel seines Klubs.
Höhepunkt seiner Karriere war die Teilnahme an den Olympischen Winterspielen 1960 in Squaw Valley. Hier startete Haase über 15 km (Platz 38) und in der Staffel (Platz 9) mit Cuno Werner, Helmut Hagg und Enno Röder. Haase führte den Titel Verdienter Meister des Sports.
Nach seiner aktiven Zeit war Werner Haase in Oberhof als Nachwuchstrainer tätig und verbrachte seinen Ruhestand in Berlin. Dort starb er im November 2014 nach langer Krankheit. Er hinterließ seine Frau und eine Tochter.